# Hylaeus solaris
Hylaeus solaris är en biart som beskrevs av Karl N. Magnacca och Daly 2003. Hylaeus solaris ingår i släktet citronbin, och familjen korttungebin. Inga underarter finns listade i Catalogue of Life.